# Elding
Elding, född 8 maj 1983, död 4 september 2008, var en norsk kallblodig travhäst som tävlade mellan 1986 och 1996. Han kördes oftast av Martin Austevoll eller Gunnar Eggen.
Elding sprang in 1 424 688 kronor på 221 starter. Han sprang in pengar i 187 av starterna, och blev endast diskvalificerad för galopp fyra gånger.
Efter tävlingskarriären blev han en av kallblodssportens mest betydelsefulla avelshingstar och sammanlagt blev han far till 29 miljonärer. Han är bland annat far till de norska kallblodiga travarna Moe Odin och Spikeld.
Elding valdes 2018 in i Travsportens Hall of Fame.